# 위도관아
위도관아(蝟島官衙)은 대한민국 전북특별자치도 부안군에 있는, 조선시대의 관청으로 숙종 8년(1682)에 왜구들의 도둑질을 막기 위해 설치한 수군진영이다. 1982년 8월 30일 전라북도의 유형문화재 제101호로 지정되었다.

## 개요
조선시대의 관청으로 숙종 8년(1682)에 왜구들의 도둑질을 막기 위해 설치한 수군진영이다. 전라도 우수영이 관리하는 구역이 너무 커서 이곳에 수군진영을 두어 가리포·고군산·법성포·군산포 등 서남 연안지방을 관리하게 하였다. 현재 지방관이 공적인 일을 처리하던 동헌만이 남아있어 본래의 모습은 찾기 어렵다.
앞면 5칸·옆면 3칸 규모로 1층이며, 지붕은 옆면이 여덟 팔(八)자 모양으로 가장 화려한 팔작지붕이다.
현재 이 건물은 면사무소로 사용하고 있다.

## 참고 자료
- 위도관아 - 국가유산청 국가유산포털